# Нови Судан
Нови Судан (енгл. New Sudan) је концепт и идеологија која је имала за циљ реструктурирање Судана, а коју је заговарао Народни покрет за ослобођење Судана. Према оригиналном манифесту „Нови Судан“ је замишљен као уједињена и секуларна држава Идејни творац овог погледа је Џон Гаранг, некадашњи председник Јужног Судана и заговорник демократске и плуралистичке државе.
На конвенцији НПОС-а организованој 1994. године, „Нови Судан“ је редефинисан као политички систем управљања на територијама и регионима под контролом Народног покрета. Након смрти Џона Гаранга 2005. године, и независности Јужног Судана 2011, ова идеологија је једним делом напуштена.